# Bouwmateriaal

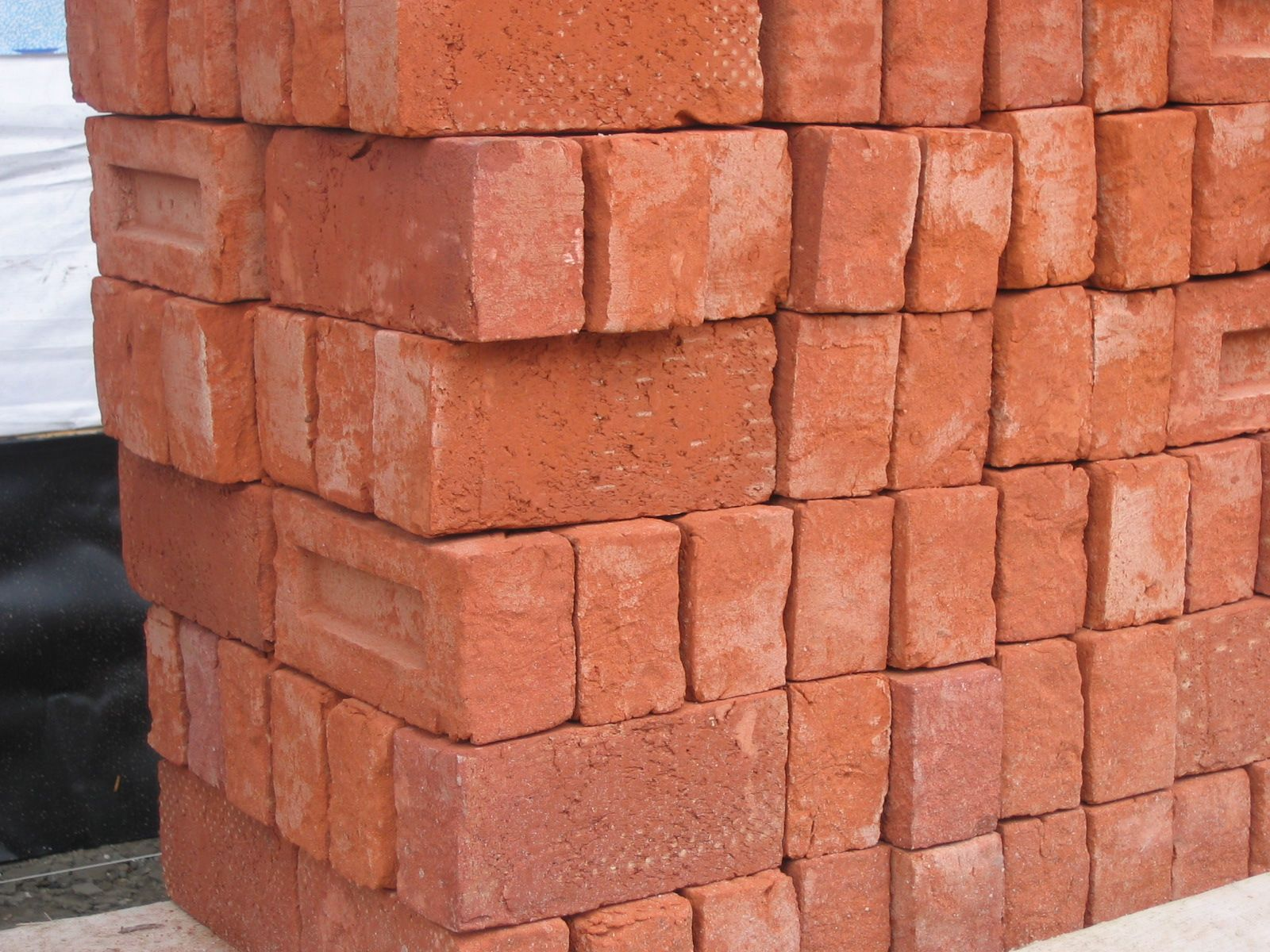
stapel bakstenen

Bouwmateriaal is een natuurlijk of kunstmatig vervaardigd materiaal, dat geschikt is en gebruikt kan worden voor de constructie, afwerking en versiering van zowel gebouwen, (woningen, fabrieken, ziekenhuizen) als van kunstwerken (viaducten, bruggen, tunnels, dammen).

## Geschiedenis
Vanouds werden woningen en bedrijfsgebouwen vervaardigd uit hout en andere voorhanden materialen zoals stro, riet, vlechtwerk van wilgentenen en dergelijke, en leem. Daar waar natuursteen voorhanden was, gebruikte men ook dit materiaal. Natuursteen (met name kalksteen en graniet) kon ofwel onbehouwen ofwel behouwen worden verbouwd.
Op plaatsen waar natuursteen niet voorhanden was, kon dit soms beschikbaar komen door transport. Dan werd het gebruikt  voor belangrijke gebouwen zoals kerken en paleizen. De her-uitvinding van de baksteen, begin dertiende eeuw, en het gebruik van cement uit tras, klei en kalk, uit dezelfde tijd stammend, maakte het mogelijk om de dragende constructie ook in steen uit te voeren. Dit was vooral van belang in de steden, om brandgevaar tegen te gaan. Begin negentiende eeuw werd het portlandcement uitgevonden, waardoor cement van goede kwaliteit goedkoop en in grote hoeveelheden kon worden vervaardigd.
In de Romeinse tijd werd voor het eerst (nog ongewapend) beton als bouwmateriaal voor gebouwen gebruikt, bijvoorbeeld in de koepel van het Pantheon, maar ook voor sarcofagen en zelfs bij de vervaardiging van kunstwerken. Beton als bouwmateriaal raakte nadien in onbruik, om in de negentiende eeuw opnieuw te worden uitgevonden en toegepast.
Tot in de negentiende eeuw werden bouwmaterialen met de hand vervaardigd dan wel gevormd en bewerkt. Na de industriële revolutie is de fabrieksmatige productie op gang gekomen. Prefabricage van complete gebouwonderdelen, zoals daken, wanden en vloeren van de genoemde bouwmaterialen heeft de kwaliteit van het eindproduct verhoogd en de bouwtijd versneld.
Einde 19e eeuw deed het gewapend beton, zijn intrede. Dit kon gebruikt worden als draagconstructie of skelet voor grotere gebouwen zoals flatgebouwen, wolkenkrabbers en fabrieken. Ook bij infrastructurele werken als stuwdammen, bruggen en in de wegenbouw speelt gewapend beton een grote rol. In dit geval moet ook betonstaal worden genoemd als bouwmateriaal. Een bijzondere vorm van beton is het asfaltbeton, waarbij als bindmiddel bitumen worden gebruikt in plaats van cement. Dit beton is in zekere mate elastisch en vindt zijn toepassing in de wegen- en dijkenbouw.
Kunststeen is de verzamelnaam voor steenachtige bouwelementen zoals stenen zowel gebakken als ongebakken, die zijn vervaardigd, in een industrieel proces, uit meerdere al dan niet natuurlijke grondstoffen.
Glas, van belang voor de constructie van ramen, kon aanvankelijk slechts in de vorm van kleine ruitjes worden vervaardigd. Ook was het glas aanvankelijk niet vlak. Later werd het getrokken glas en nog later het floatglas uitgevonden, wat leidde tot de mogelijkheid om grote oppervlakten van helder en doorzichtig glas te vervaardigen.
Kalk en gips zijn voorbeelden van andere steenachtige materialen die veelvuldig in de bouw worden gebruikt, bijvoorbeeld voor stucwerk en in de vorm van gipsplaten.
Een steenachtig materiaal dat vroeger werd gebruikt ter bescherming tegen brand, is asbest, onder meer in de vorm van asbestcement (golfplaten, leidingen, vloeren), veelvuldig toegepast, vooral in de 2e helft van de twintigste eeuw. Pas vele jaren nadat de schadelijkheid van asbestvezels was aangetoond, werd het gebruik van asbest verboden, en wel in 1993.
Van de metalen werd reeds het betonstaal genoemd. Overige metalen vindt men in de bouw voor dakgoten (zink), leidingen, hang- en sluitwerk, hekwerken en dergelijke. In de 2e helft van de negentiende eeuw werd vaak ook het gietijzer gebruikt, onder meer voor ondersteuningen en ornamenten. Vooral in de utiliteitsbouw kan de staalskeletbouw worden genoemd. De draagconstructie is hierbij in staal uitgevoerd. Minder vaak ziet men gevelbekledingen, die uitgevoerd zijn in speciale, corrosiebestendige, legeringen.
Het gebruik van kunststoffen in de bouw vond ingang gedurende de 2e helft van de 20e eeuw. Het betreft dan vooral kunststof kozijnen en andere bouwelementen. Leidingen voor drink- en afvalwater en buizen voor elektriciteitsleidingen, worden tegenwoordig vaak in kunststof (meestal pvc) uitgevoerd.
Thermisch isolatiemateriaal, in toenemende mate toegepast ter verhoging van het comfort en ter besparing van energie, kan bestaan uit steenwol, glaswol dan wel kunststofschuim (zoals polyurethaanschuim).
Naast al deze materialen kan men nog materialen noemen als verf, lijm, kit, stopverf en andere afwerkingsmaterialen. Materialen als asfaltpapier worden gebruikt als dakbedekking.

## Bouwmaterialen
Enkele bekende bouwmaterialen zijn:
- hout
- natuur- en baksteen
- beton
- Kalksteen
- kunststof

Ook zijn er materialen die dienen voor afwerking en decoratie, zoals:
- verf
- gips

## Wetgeving

### Nederland

#### Bouwbesluit
Het Nederlandse Bouwbesluit stelt eisen aan gebouwen voorwat betreft veiligheid, gezondheid, bruikbaarheid en energiezuinigheid. Sommige van deze eisen hebben direct gevolg voor de toe te passen bouwmaterialen, ze zullen aan bepaalde eisen moeten voldoen, deze eisen zijn in de desbetreffende NEN vastgelegd. Verder is onderzoek nodig naar de eigenschappen van bouwmaterialen en de bepaling van de eigenschappen, deze gegevens zijn nodig om berekeningen te kunnen maken voor bijvoorbeeld geluidsisolatie en warmte-isolatie. TNO Bouw is een instituut dat in opdracht materialen test en bijvoorbeeld brandproeven doet.
Bouwbesluit § 2.2.1. lid 1: Een bouwwerk heeft een bouwconstructie die zodanig is dat het bouwwerk bij brand gedurende redelijke tijd kan worden verlaten en doorzocht, zonder dat er gevaar voor instorting is.

Sommige bouwmaterialen kunnen alleen niet aan deze eisen voldoen. Een 'kale' stalen balk of kolom toegepast in de hoofddraagconstructie zal eerder bezwijken dan bijvoorbeeld de gestelde eis van 60 minuten. De genoemde constructiedelen zullen moeten worden omkleed met een brandvertragend materiaal of worden volgemetseld met baksteen, om aan de gestelde eis te kunnen voldoen.
Bouwbesluit § 3.22 lid 1: Een te bouwen bouwwerk heeft zodanige scheidingsconstructies, dat het binnendringen van vocht in verblijfsgebieden, toiletruimten en badruimten voldoende wordt beperkt.

Bouwbesluit § 3.23 algemeen lid 1: Een uitwendige scheidingsconstructie van een verblijfsgebied, een toiletruimte of een badruimte is, bepaald volgens NEN 2778, waterdicht.

Met bovenstaande is bepaald aan welke eisen de buitenschil, opgebouwd uit diverse verschillende bouwmaterialen, van een gebouw, waarin de bovengenoemde ruimten zich bevinden, moet voldoen. De NPR 2652 (Nederlandse Praktijkrichtlijn) geeft met diverse details aan hoe de bouwkundige tot een verantwoorde detaillering en toepassing van bouwmaterialen komt, om aan de gestelde eisen te voldoen.

#### Bouwstoffenbesluit
Per 1 juli 2008 is het Bouwstoffenbesluit (1999) vervallen. De regels voor bouwstoffen staan nu in het Besluit bodemkwaliteit. Bouwstoffen die voor 1 juli 2008 in een werk zijn toegepast, blijven onder het Bouwstoffenbesluit vallen. Werken die voor 1 juli 2008 zijn gemeld, vallen nog onder het oude besluit.
Het is en was de bedoeling bodem en oppervlaktewater te beschermen tegen uitspoeling van verontreinigingen uit toe te passen bouwstoffen. Het besluit moest ook het hergebruik van secundaire bouwstoffen, dit zijn bouwstoffen die al eerder zijn gebruikt, bevorderen. Zo kon onder duidelijke voorwaarden bouw- en sloopafval opnieuw worden gebruikt en wordt het gebruik van primaire bouwstoffen verminderd. Het Bsb gaat over steenachtige bouwstoffen. Dat zijn bouwstoffen die voor meer dan 10% uit silicium, calcium en aluminium bestaan. Ze worden onderverdeeld in primaire en secundaire steenachtige bouwstoffen, zoals hierboven genoemd.

#### Besluit bodemkwaliteit
Het Bouwstoffenbesluit is volledig vervangen door het Besluit bodemkwaliteit. Dit is in fases gegaan. Eerst werd de toepassingen op de waterbodem ingevoerd en daarna die voor de landbodem.
Om de bodem (grond en grondwater) en het oppervlaktewater te beschermen tegen mogelijke verontreinigingen, stelt het Bbk randvoorwaarden aan de toepassingsmogelijkheden van steenachtige bouwmaterialen zoals beton, asfalt en bakstenen. Bouwstoffen mogen worden toegepast in nuttige werken, zoals gebouwen, wegen en bruggen. Is het werk niet 'nuttig', dan is er sprake van het zich ontdoen van afvalstoffen. Het Besluit bodemkwaliteit geldt wanneer grond of bouwmaterialen worden gebruikt of opgeslagen op of in de bodem. Bij de aanleg van een oprit of bij het ophogen van een tuin komt de Bbk om de hoek kijken. Het werk dient aan de regels te voldoen die in het besluit zijn vastgelegd. Oppervlaktewater en/of de bodem mogen niet verontreinigd worden (de zorgplicht).

## Afvalverwerking
Bouwmaterialen vindt men weer terug in het bouw- en sloopafval. Dit wordt met een puinbreker zodanig behandeld (breken, scheiden) dat het betonstaal vrijkomt, en weer tot nieuw staal omgesmolten. De steenachtige materialen worden -vaak op de slooplocatie- stukgehamerd en vinden als bouwpuin een toepassing, voornamelijk als wegfundering. Een derde fractie is het hout, waarvan de schoonste fractie nog als sloophout verkocht kan worden, of waarvan de energie nog kan worden benut.